# Petrus Burmannus Senior

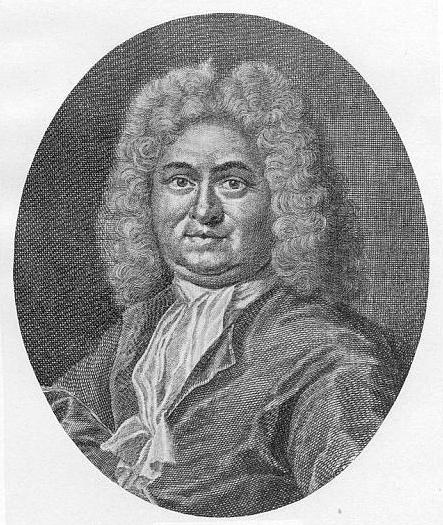
Petrus Burmannus Senior

Pieter Burman of Petrus Burmannus (Utrecht, 6 juli 1668 – Leiden 31 maart 1741), ook aangeduid als Pieter Burman I was een Nederlandse classicus, niet te verwarren met zijn gelijknamige neef, de jurist en eveneens taalkundige Pieter Burman Junior (1713-1778), die voor het onderscheid de toevoeging 'Secundus' heeft gekregen, maar ook wel wordt aangeduid als Pieter Burman de Jonge of Petrus Burmannus Junior.

## Afkomst
Pieter Burman berhoorde tot een familie van geleerden. Hij was de zoon van Frans Burman (1628-1679) en Maria Heidanus. Zijn vader was sinds 1662 hoogleraar theologie in Utrecht. Een van Pieters broers, die eveneens Frans heette (1671-1719), was ook hoogleraar theologie in Utrecht, in de jaren 1715-1719. Na het vroegtijdige overlijden van zijn broer en diens vrouw Elizabeth Thierens nam Pieter hun kinderen in huis. Onder hen waren de medicus en botanicus Johannes Burman (1707-1779), weer een Frans Burman (1708-1793), die net zoals zijn vader Frans en grootvader Frans hoogleraar theologie in Utrecht werd, en Pieter Burman Junior (1713-1778). Deze laatste trad in de voetsporen van zijn oom en werd hoogleraar klassieke talen te Franeker en Amsterdam en heeft na diens dood nog verschillende werken van hem uitgegeven.
Pieter Burman Senior trouwde in 1691 met Eva Clotterbooke, met wie hij tien kinderen kreeg. Hun oudste zoon Frans Burman (1694-1764) was kolonel van de infanterie, en hun zoon Caspar Burman (1695-1755) was onder meer burgemeester van Utrecht en lid van de Staten-Generaal.

## Leven

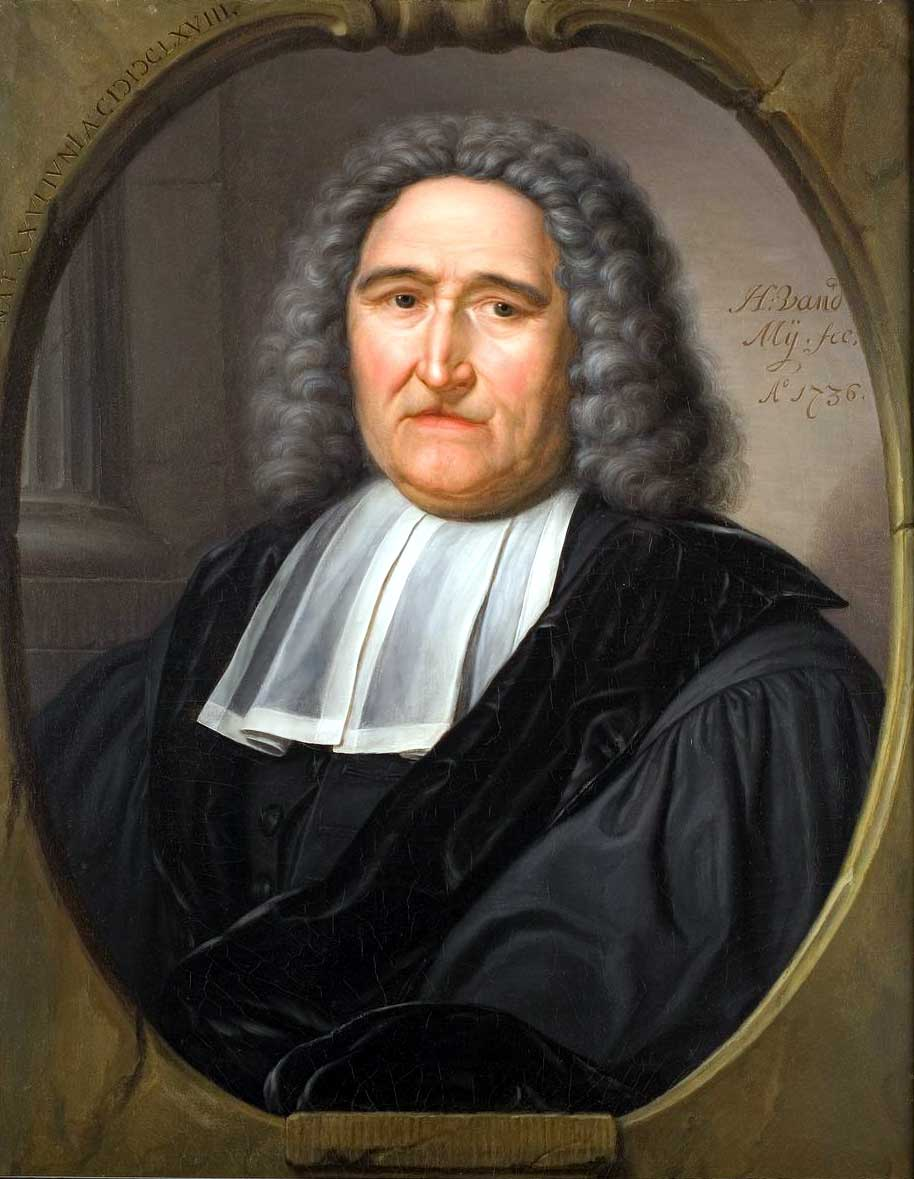
Petrus Burmannus Senior

Op 13-jarige leeftijd ging hij in Utrecht klassieke talen studeren onder Johannes Georgius Graevius en Jakob Gronovius. Daarnaast deed hij zijn studie rechten. In Leiden volgde hij colleges in filosofie en Grieks. Na zijn terugkeer naar Utrecht in maart 1688 promoveerde hij als doctor in de rechten. Hij maakte daarna enkele reizen naar Duitsland, Zwitserland en Frankrijk (Parijs) om bibliotheken te bezoeken. In december 1691 werd hij incassant bij de bisschop van Utrecht.
In 1696 werd hij in Utrecht tot hoogleraar welsprekendheid en geschiedenis benoemd. Al spoedig kreeg hij daar de leerstoel voor Grieks en politiek bij. In 1697 werd hij hoogleraar geschiedenis, Grieks en welsprekendheid in Leiden als opvolger van Jacob Perizonius en werd hij historicus van de Verenigde Provintien. In die tijd raakte hij bevriend met de Rotterdamse commies, verzamelaar van oudheden en uitgever van middeleeuwse teksten Cornelis van Alkemade, die voor hem een afschrift maakte van de Rijmkroniek van Klaas Kolijn.
Hij was rector magnificus van de Universiteit Utrecht in 1703 en in 1711. In 1711 ging hij de strijd aan met de theatervijandige Utrechtse clerus. In 1724 werd hij de negende bibliothecaris in Leiden. Na zijn overlijden op 31 maart 1741 hield Hermannus Oosterdyk Schacht op 26 april een lijkrede (Oratio funebris in obitum... Petri Burmanni...).

## Werken

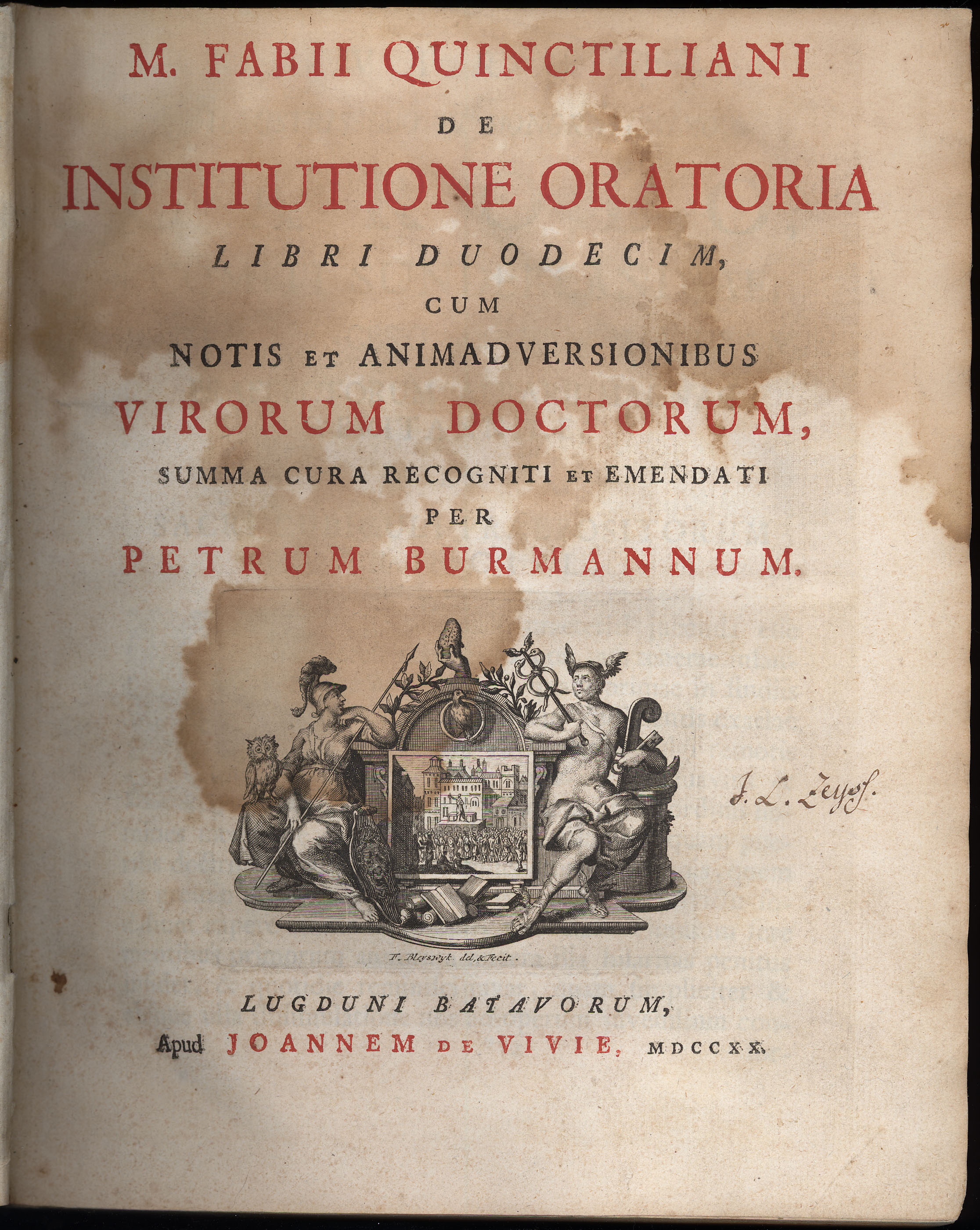
M. Fabii Quintiliani De institutione oratoria libri duodecim … (Leiden 1720)

Pieter Burman I heeft een groot aantal werken op zijn naam staan en nam volop deel aan de literaire discussies van zijn tijd. Burman was meer verzamelaar en bibliothecaris dan analytisch wetenschapper. Zijn werk richtte zich op tal van klassieke schrijvers: Phaedrus, Horatius, Valerius Flaccus, Petronius, Velleius Paterculus, Quintilianus, Justinus, Ovidius, Suetonius en Lucanus. In zijn uitgave van het Satyricon van Petronius verwierp hij de door François Nodot toegevoegde teksten als vervalsingen. Hij publiceerde ook een uitgave van de werken van George Buchanan en zette Graevius’ grote werk Antiquitatum et Historiarum Italiae voort. Hij schreef een verhandeling over De Vectigalibus Populi Romani (1694) en een handboek over Romeinse oudheden, getiteld Antiquitatum Romanarum Brevis Descriptio (1711). Zijn Sylloge epistolarum a viris illustribus scriptarum (1725) is van belang voor de geschiedenis van wetenschappers. Het aantal publicaties van Pieter Burman I is zo groot, dat ze in Saxe's Onomasticon vijf pagina’s beslaan. Postuum verschenen nog zijn gedichten en oraties. Ook is er nog een collegedictaat van hem bekend. Er is een portret van hem gegraveerd door H. van der My/Jak. Houbraken, met een onderschrift van Johan de Witt (1727).

### Publicaties (selectie)
- 1696 Petri Burmanni Oratio de eloquentia & poëtice, etc, Petrus Burmannus, 1696
- 1697 M. G. et doctorum virorum ad eum epistolae. Quibus accedunt ex Bibliotheca Gudiana clarissimorum ... virorum ... et C. Sarravii epistolae, etc. Curante P. Burmanno, Marquardus Gudius, Petrus Burmannus, Claude Sarrau, 1697
- 1698 Phaedri Fabularum aesopiarum libri V. Cum integris commentariis M. Gudii, C. Rittershusii, N. Rigaltii, N. Heinsii, J. Schefferi, J. L. Praschii, et excerptis aliorum. Curante P. Burmanno, Richard Bentley, Petrus Burmannus, Marquardus Gudius, Nicolaas Heinsius, Johann Ludwig Prasch, Nicolas Rigault, Conradus Rittershusius, Joannes Schefferus, 1698
- 1699 Q. Horatius Flaccus. Accedunt J. Rutgersii Lectiones Venusinae. Edited, P. Burmannus. MS. notes, R. Bentley, Quintus Horatius Flaccus, Richard Bentley, Petrus Burmannus, Joannes Rutgers, 1699
- 1700 Dialogus I. inter Spidaeum et Gorallum i.e. J. Le Clerc, Petrus Burmannus, Theodorus Gorallus, 1700
- 1701 Petri Burmanni Oratio funebris in obitum viri celeberrimi Hermanni von Halen, etc, Petrus Burmannus, Hermannus van Halen, 1701
- 1702 C. Valerii Flacci Setini Balbi Argonautica. N. Heinsius ex vetustissimis exemplaribus recensuit et animadversiones adjecit. Edited, P. Burmannus, the Elder, Caius Valerius Flaccus, Petrus Burmannus, Nicolaas Heinsius, 1702
- 1702 Petri Burmanni Oratio pro pigritia, etc (Another edition.), Petrus Burmannus, 1702, Another edition.
- 1702 Petri Burmanni Oratio pro pigritia, etc, Petrus Burmannus, 1702
- 1703 Petri Burmanni Oratio funebris in obitum viri clarissimi Joannis Georgii Graevii, etc, Petrus Burmannus, 1703
- 1703 Resp. Disputatio ... de phthisi. Praes. P. Burmanno, Thomas Nevett, Petrus Burmannus, 1703
- 1704 Resp. Dissertatio ... de praefectis urbis ... Praes. ... P. Burmanno, etc, Arnold Drakenborch, Petrus Burmannus, 1704
- 1708 Petri Burmanni Oratio in obitum viri optimi ... Jani Broukhusii, etc, Petrus Burmannus, Joan van Broekhuizen, 1708
- 1708 Phaedri ... Fabularum aesopiarum libri quinque. Notis doctorum ... illustrati opera T. Johnson ... Editio secunda. With the prefaces of P. Burmannus, J. L. Prasch, J. Schefferus and T. Faber, Petrus Burmannus, Thomas Johnson, Tannegui LE FÈVRE, Johann Ludwig Prasch, Joannes Schefferus, 1708
- 1709 Een Verzagtend zalfje op de smertelijke wonde van den Heer Pieter Burman. In verse, Petrus Burmannus, 1709
- 1709 Missive aan Petrus Vicinus van een zyner colegaas and other verses directed against Petrus Burmannus the Elder, Petrus Vicinus, 1709
- 1709 Zielwekker, of Deugdenspoor voor den Heere Petrus Burmannus; over des selfs misval. In verse, Petrus Burmannus, 1709
- 1710 Burmanniana, sive Calumniarum Petri Burmanni in collegas & populares specimen, Petrus Burmannus, 1710
- 1710 Elegia in acerbum funus ... Ioannis de Weede, etc, Petrus Burmannus, 1710
- 1710 Petri Burmanni Somnium, sive iter in Arcadiam novam, etc. In verse, Petrus Burmannus, 1710
- 1712 Resp. Tentamen in animalium hydraulisin. Praes. P. Burmanno, William Douglass, Petrus Burmannus, 1712
- 1713 Publii Ovidii Nasonis Operum tomus I.(-III.) ... P. Burmannus ad fidem veterum exemplarium castigavit, Publius Ovidius Naso, Petrus Burmannus, 1713
- 1713 Q. Horatius Flaccus ad fidem codicum manuscriptorum emendatus. Edited, P. Burmannus
- 1714 Opera - Petrus Burmannus ad fidem veterum exemplarium castigavit, Publius Ovidius Naso] P. Ovidii Nasonis [Ovid Hardcover, 1714, Rod & Gerh Wtestenios
- 1714 Petri Burmanni de vectigalibus populi romani dissertatio, Petrus Burmannus, 1714
- 1714 Burman, Pieter; Burmannus, Petrus De Vectigalibus Populi Romani Dissertatio. Burman, Pieter (Burmannus, Petrus) [1668- - 1741]. Utrecht: Apud Gulielmum Van de Water, Bibliopolam, herdruk 1714. [xx], 259, [21] pp Octavo (5-1/" × 3-1/2"). Eerder gepubliceerd in 1694, tweede herdruk in 1734.
- 1715 Petri Burmanni Oratio de publici humanioris disciplinae professoris proprio officio et munere, etc, Petrus Burmannus, 1715
- 1719 C. Velleii Paterculi quae supersunt ex Historiae Romanae voluminibus duobus cum ... scholiis, notis, ... curante P. Burmanno, Marcus Velleius Paterculus, Petrus Burmannus, Sextus Julius Frontinus, Andreas Schottus, 1719
- 1719 Phaedri Fabularum aesopiarum libri V. et novarum fabularum appendix. Cura et studio P. Burmanni, Petrus Burmannus, 1719
- 1720 Dissertatio juridica inauguralis, de fideijussoribus, et mandatoribus, etc. Praes. P. Burmannus
- 1720 M. Fabii Quintiliani De Institutione Oratoria libri duodecim, cum notis et animadversionibus virorum doctorum ... recogniti et emendati per P. Burmannum, Marcus Fabius Quintilianus, Petrus Burmannus, 1720
- 1720 Petri Burmanni Oratio in humanitatis studia, etc, Petrus Burmannus, 1720
- 1720 Petri Burmanni Oratio in obitum viri illustrissimi Everardi de Weede, etc, Petrus Burmannus, Everard van Weede Van Dijveld, 1720
- 1720 Pieter Burmans Redenvoering over de beschaafde letteroeffening ... Vertaald door Jan van Leene, Petrus Burmannus, Jan van Leene, 1720
- 1722 Justini Historiae Philippicae. Variantes lectiones adjecit P. Burmannus, Petrus Burmannus, 1722
- 1725 Catalogus omnium librorum qui in thesauro antiquitatum & historiarum Italiae ... J.G. Graevii ex consilio & cum praefationibus P. Burmanni ... reperiuntur, Joannes Georgius Graevius, Petrus Burmannus, 1725
- 1725 Catalogus rarissimorum & praestantissimorum librorum, qui in thesauris romano, graeco, italico, & siculo of J. G. Graevius continentur, etc, Petrus Burmannus, Joannes Georgius Graevius, 1725
- 1725 Celeusma Nehalenniae Zelandicae, ad abstergendam inhumanitatis labem, nomini Zelandico aspersam a ... P. Burmanno ... in carmine seculari, ad decorandum III. Acad. Lugd. Bat. natalem publice recitato, Joannes Nicolaus Treytelius, Petrus Burmannus, 1725
- 1725 Petri Cunaei ... & doctorum virorum ad eumdem epistolae. Quibus accedit oratio in obitum Bonaventurae Vulvanii. Nunc primum editae cura Petri Burmanni, Petrus Cunaeus, Petrus Burmannus, 1725
- 1726 Petri Burmanni Epistola ad Claudium Capperonnerium ... de nova ejus M. Fabii Quinctiliani de institutione oratoria editione, Petrus Burmannus, Claude Capperonnier, Marcus Fabius Quintilianus, 1726
- 1727 Phaedri ... Fabularum Aesopiarum libri quinque cum novo commentario P. Burmanni
- 1727 Sylloges epistolarum a viris illustribus scriptarum tomi quinque, collecti et digesti per P. Burmannum, Petrus Burmannus, 1727
- 1732 Petri Burmanni Pro literatoribus et grammaticis oratio, etc, Petrus Burmannus, 1732
- 1733 Sapientia hyperborealis; sive, specimina literaturae barbaro-scythicae ... cum notis anonymi i.e. P. Burmann and C. A. Duker, edente Alexicaco Philomuso, etc, Alexander Agricola, the Younger Petrus Burmannus, Carolus Andreas Dukerus, 1733
- 1734 Dissertatio literario-juridica inauguralis de jure aureorum annulorum, etc, Petrus Burmannus, 1734
- 1736 M. Fabii Quinctiliani De Institutione Oratoria libri duodecim ... recogniti et emendati per P. Burmannum, etc, Marcus Fabius Quintilianus, Petrus Burmannus, 1736
- 1736 Petri Burmanni ... Oratio inauguralis pro criticis, etc, Petrus Burmannus, 1736
- 1738 Petri Burmanni Batesteinum, in concione Academica celebratum, Petrus Burmannus, 1738
- 1740 M. Annaei Lucani Pharsalia, cum commentario P. Brumanni, Marcus Annaeus Lucanus, Petrus Burmannus, Ezra de Clerq van Jever, 1740
- 1740 Petri Burmanni Somnium, sive iter in Arcadiam novam, etc. In verse (Another edition.), Petrus Burmannus, 1740, Another edition.